# Nationaal park Jostedalsbreen

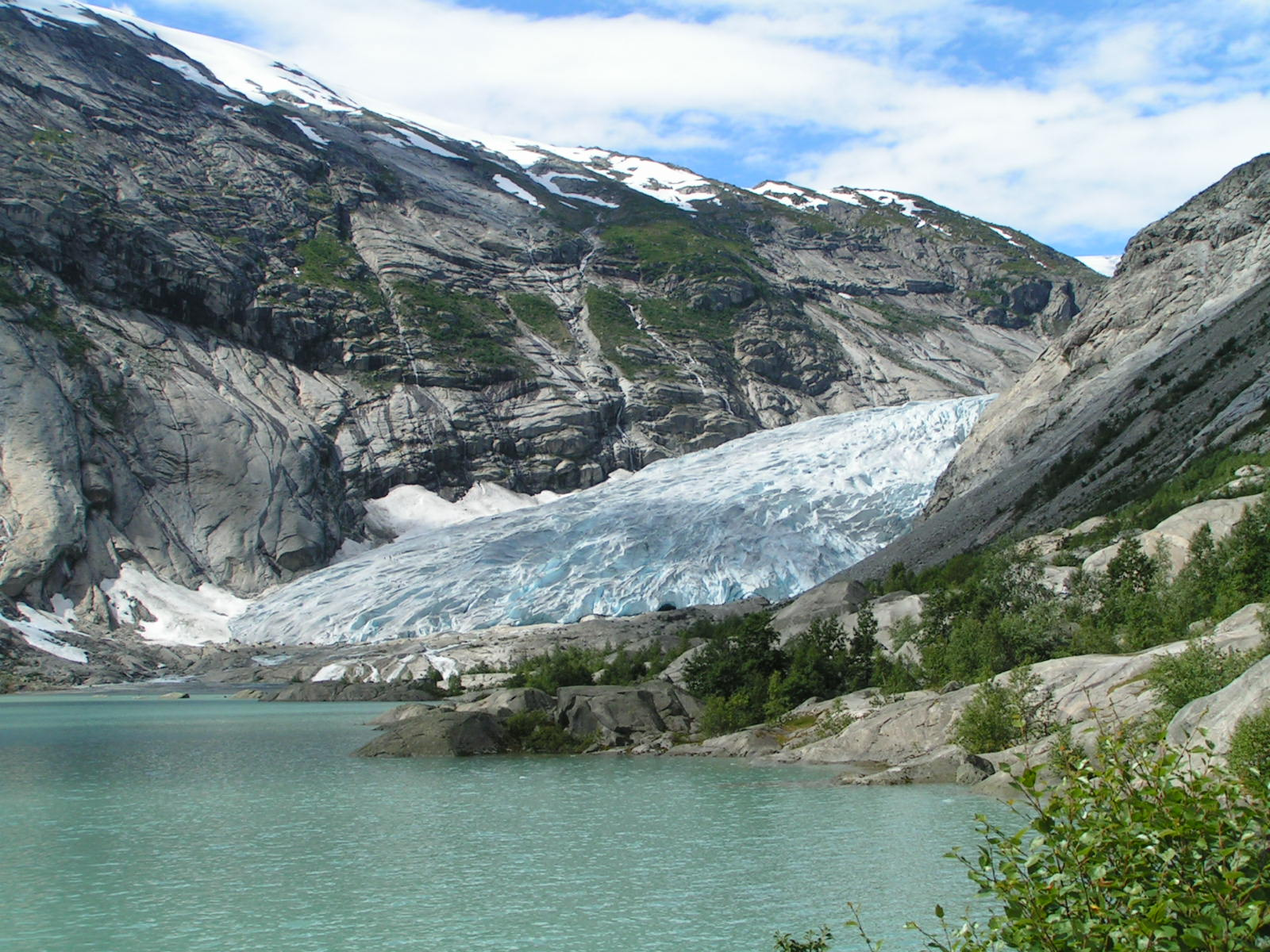
De Nigardsbreen, een zijarm van de gletsjer Jostedalsbreen

Het nationaal park Jostedalsbreen (Noors: Jostedalsbreen nasjonalpark) is een nationaal park in de Noorse provincie Vestland. Het natuurgebied omvat de grootste gletsjer van het Europese continent, de Jostedalsbreen.
Het nationaal park is 1310 km² groot, en bijna de helft hiervan wordt door de Jostedalsbreen bedekt. Het gebied omvat ook andere gletsjers. Het hoogste punt van het park is de top van de berg Lodalskåpa, op 2083 meter. Het park heeft een breed scala aan vegetatie, van het beboste laagland tot de alpiene vegetatie in het hooggebergte.
Het nationaal park werd opgezet in 1991 en wordt beheerd door het Noorse direktoraat for natuurbeheer (Direktoratet for Naturforvaltning). Het park is een belangrijke toeristenbestemming: zo'n 600.000 mensen bezoeken het park elk jaar. Er zijn drie bezoekerscentra: Breheimsenteret, Jostedalsbreen Nasjonalparksenter en Norsk Bremuseum (Noors Gletsjermuseum).
Het park grenst aan het natuurreservaat Nigardsbreen, dat zes jaar eerder, in 1985, werd opgezet om de morenen van de Nigardsbreen-gletsjer (een uitloper van de Jostedalsbreen) te beschermen.